# Cibiana di Cadore
Cibiana di Cadore là một đô thị ở tỉnh Belluno trong vùng Veneto, có vị trí cách khoảng 110 km về phía bắc của Venice và khoảng 30 km về phía bắc của Belluno. Tại thời điểm ngày 31 tháng 12 năm 2004, đô thị này có dân số 454 và diện tích 21,7 km².
Đô thị Cibiana di Cadore có các frazioni (các đơn vị trực thuộc, chủ yếu là thôn làng) Borgate: Masarié, Cibiana di Sotto, Pianezze, Strassei, Sù Gesia, Le Nove, Col, Pian Gran, and Dèona.
Cibiana di Cadore giáp các đô thị: Forno di Zoldo, Ospitale di Cadore, Valle di Cadore, Vodo di Cadore.